# 도이 도시나가
도이 도시나가(土井利長)는 에도 시대 전기의 다이묘이다. 시모쓰케 아시카가 번주, 미카와 니시오 번 초대 번주를 지냈다. 가리야 번 도이 가(刈谷藩土井家) 시조. 에도 막부 다이로·도이 도시카쓰의 삼남이다.
|  | 아시카가 번 번주 (도이 가) 1644년 ~ 1663년 | 후임 폐번(혼조 무네스케) |

| 전임 마시야마 마사미쓰 | 제1대 니시오 번 번주 (도이 가) 1663년 ~ 1681년 | 후임 도이 도시모토 |